# 埃尔拉瓦尔

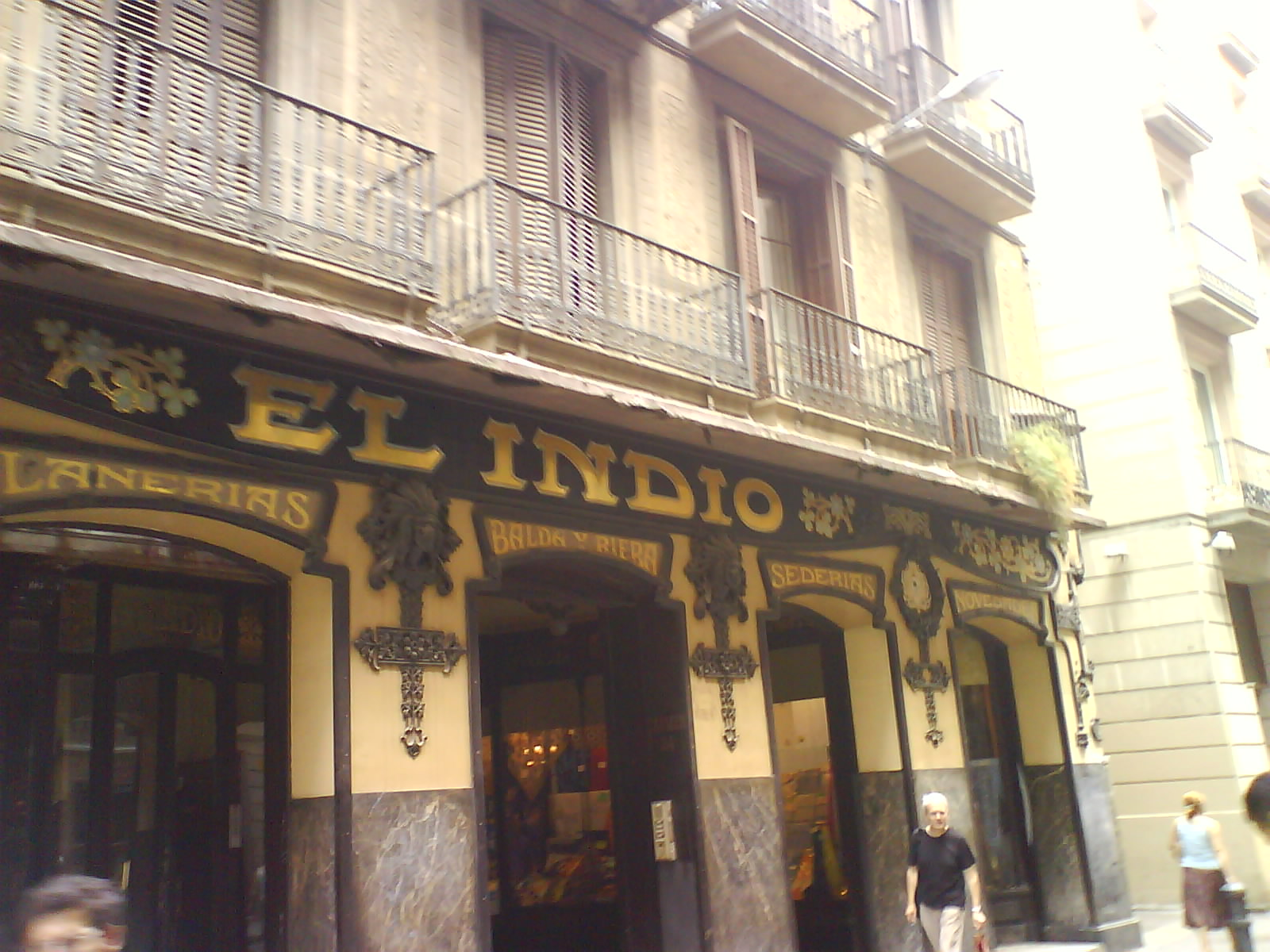
Carrer del Carme.

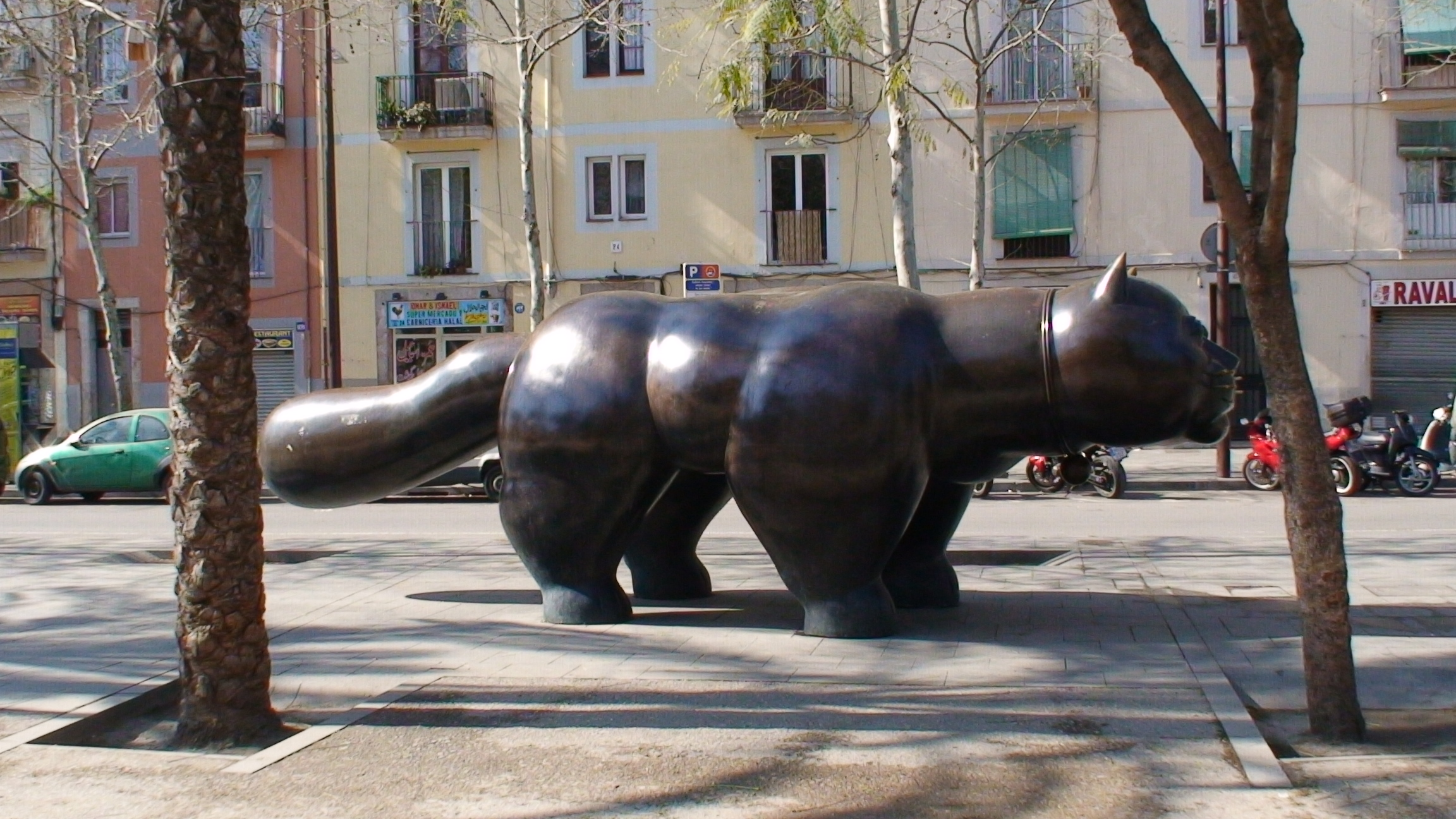
埃尔拉瓦尔猫

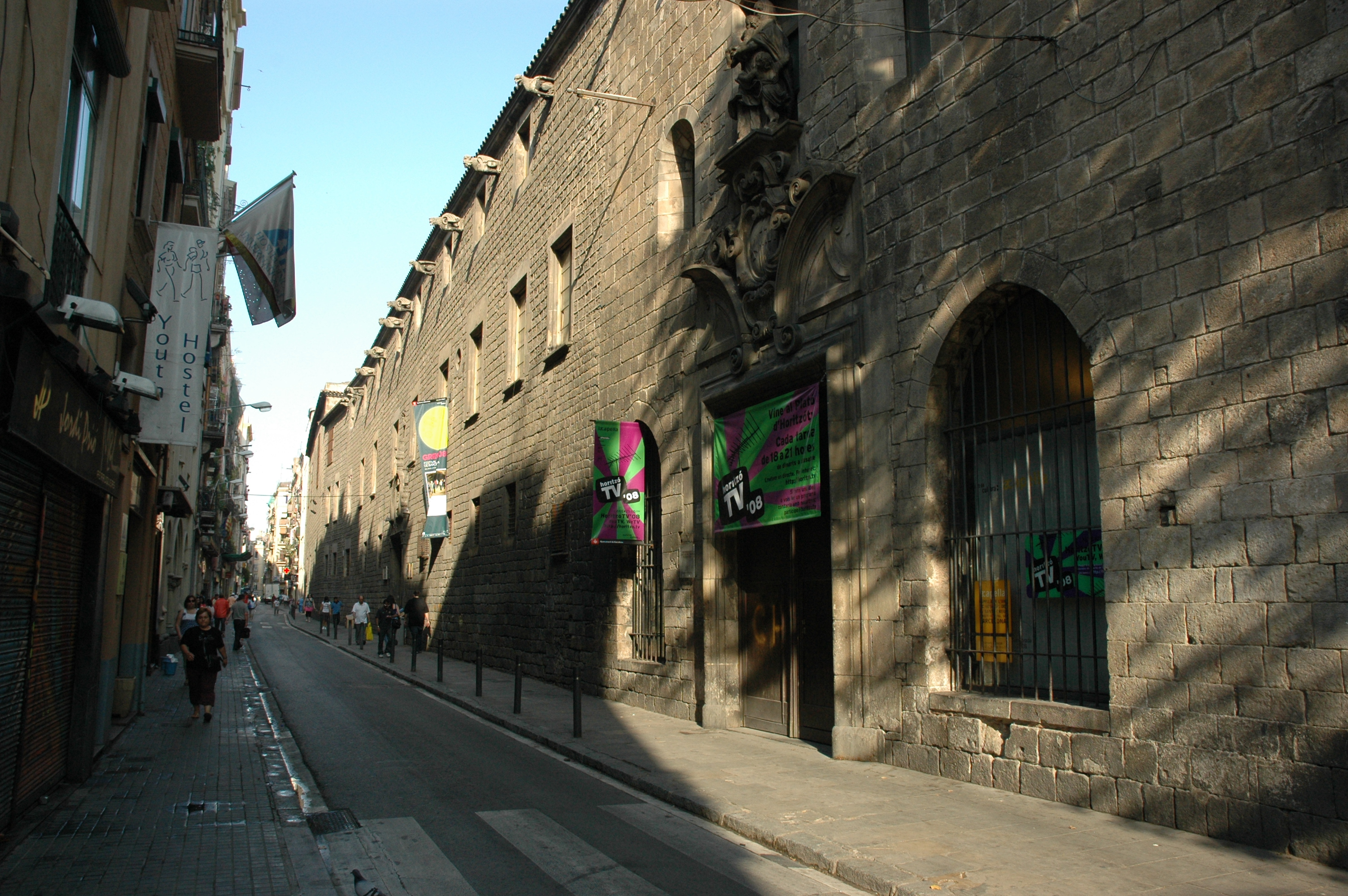
医院街

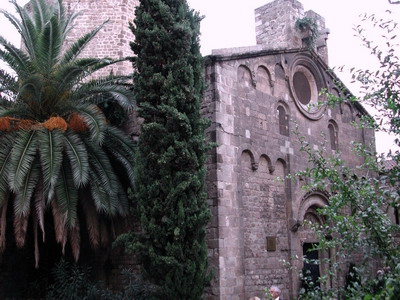
田野圣保禄教堂

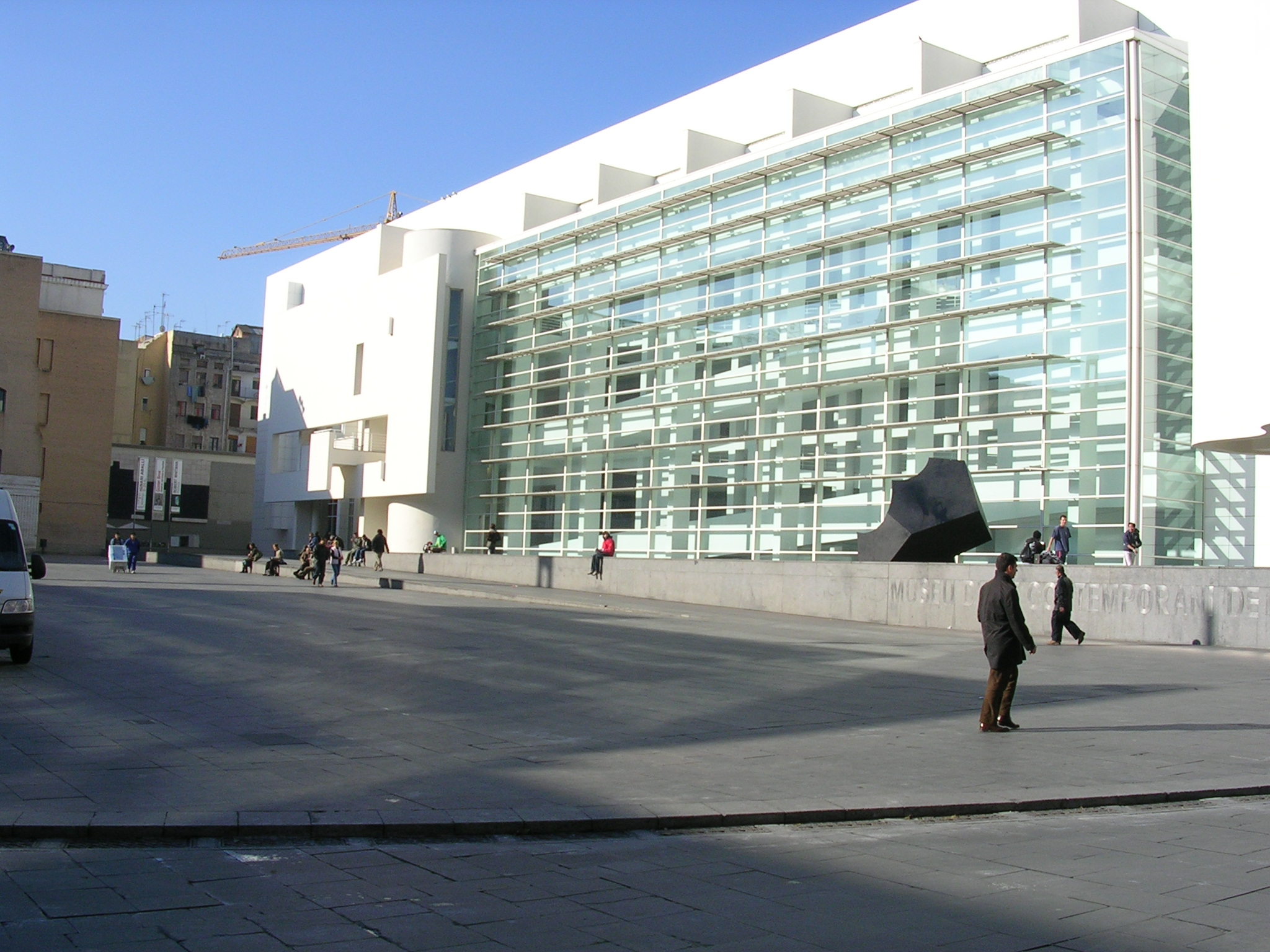
天使广场和巴塞罗那现代艺术博物馆

埃尔拉瓦尔（加泰隆尼亞語發音：[əl rəˈβal]）是西班牙巴塞罗那的一个社区，位于旧城区的西部。该社区北到加泰罗尼亚广场、佩莱街（Carrer de Pelai）和大学广场，东到兰布拉大道，毗邻哥特区，西面和南面的边界为圣安东尼环路（Ronda Sant Antoni）、圣保罗环路（Ronda Sant Pau）和平行线大道（Avinguda del Paral·lel）。该地区，尤其是最接近旧港的部分，也被非正式地称为“唐人街”（Barri Xinès）。
该区历史上是臭名昭著的夜生活区，卖淫和犯罪盛行。近年来因位置适中，吸引力了许多青少年，有许多酒吧，餐馆和夜店。目前该区有一个非常多元化的移民社区，47.4％的人口出生于国外，例如巴基斯坦 、印尼和罗马尼亚。

## 地标
该区历史古迹有少数，如田野圣保禄修道院。在该区的南部有一古老的中世纪城门，Portal de Santa Madrona，作为巴塞罗那海事博物馆的一部分。在 Rambla del Raval 有哥伦比亚雕塑家费尔南多·博特罗創作的一大型猫雕像，还有该市最有名的市场La Boqueria。较晚建立的有巴塞罗那现代艺术博物馆。

## 交通
该区有数个地铁站：船坞站（Drassanes，3号线）、学园站（Liceu，3号线）、平行线站（Paral·lel ，2号线、3号线）和圣安东尼站（2号线）。